# Crossing Swords
Crossing Swords (Cruce de espadas en español) es una comedia animada stop-motion para adultos estadounidense creada por John Harvatine IV y Tom Root para Hulu. 
La serie se estrenó el día 12 de junio de 2020 en Estados Unidos. Seis días después de su estreno, la serie fue renovada para una segunda temporada, la cual se estrenó el 10 de diciembre de 2021.

## Argumento
Crossing Swords sigue al personaje de Patrick, un campesino de buen corazón que consigue un codiciado puesto de escudero en el castillo real. 
El trabajo de sus sueños rápidamente se convierte en una pesadilla cuando descubre que su amado reino está gobernado por monarcas cachondos, ladrones y charlatanes. 
El valor de Patrick lo convirtió en la oveja negra de su familia, y ahora sus hermanos criminales han regresado para hacer de su vida un infierno.

## Elenco y personajes

### Principal
- Nicholas Hoult como Patrick.
- Luke Evans como el rey Merriman.
- Alanna Ubach como la reina Tulip.
- Adam Pally como Broth.
- Tara Strong como Coral.
- Tony Hale como Blarney.
- Adam Ray como Ruben.
- Seth Green como Blinkerquartz.
- Breckin Meyer como Glenn.
- Wendi McLendon-Covey como Doreen.

### Recurrente
- Yvette Nicole Brown como el sargento. Meghan.
- Maya Erskine como la princesa Blossom.
- Ben Schwartz como Keefer.
- Rob Corddry como El Viejo Rey.
- Jameela Jamil como Sloane.

### Invitados
- Alfred Molina como Robin Hood, rival de Rubén (Episodio: "Hot Tub Death Machine")
- Natasha Lyonne como Norah, una Yeti . (Episodio: "El trabajo en la nieve")
- Jane Lynch como Donna

## Producción
El 27 de septiembre de 2018, se anunció que Hulu había encargado a la producción una serie para una primera temporada que constaba de diez episodios. La serie fue creada por John Harvatine IV y Tom Root, quienes también son productores ejecutivos. 
La serie fue producida por Stoopid Buddy Stoodios y distribuida por Sony Pictures Television.
El 18 de junio de 2020, Hulu renovó la serie para una segunda temporada.
El 9 de junio de 2022, el programa fue cancelado.

### Casting
Se confirmó que el elenco de voces de la serie estaría formado por Nicholas Hoult y Luke Evans.

## Recepción
En Rotten Tomatoes, la primera temporada tiene un índice de aprobación del 27% según reseñas de 15 críticos, mientras que la segunda temporada tiene un índice de aprobación de la audiencia del 91%.
Un crítico de RottenTomatoes escribió: "Lo que lo distingue es el adorable personaje de madera y el diseño del escenario, cuya singularidad se ve despiadadamente contaminada por diálogos y elementos visuales sucios". Metacritic, que utiliza un promedio ponderado, le otorga una puntuación de 47 sobre 100, lo que indica "críticas mixtas o promedio". La serie tiene una calificación de 6,7/10 en IMDb.